# 아쿠아맨

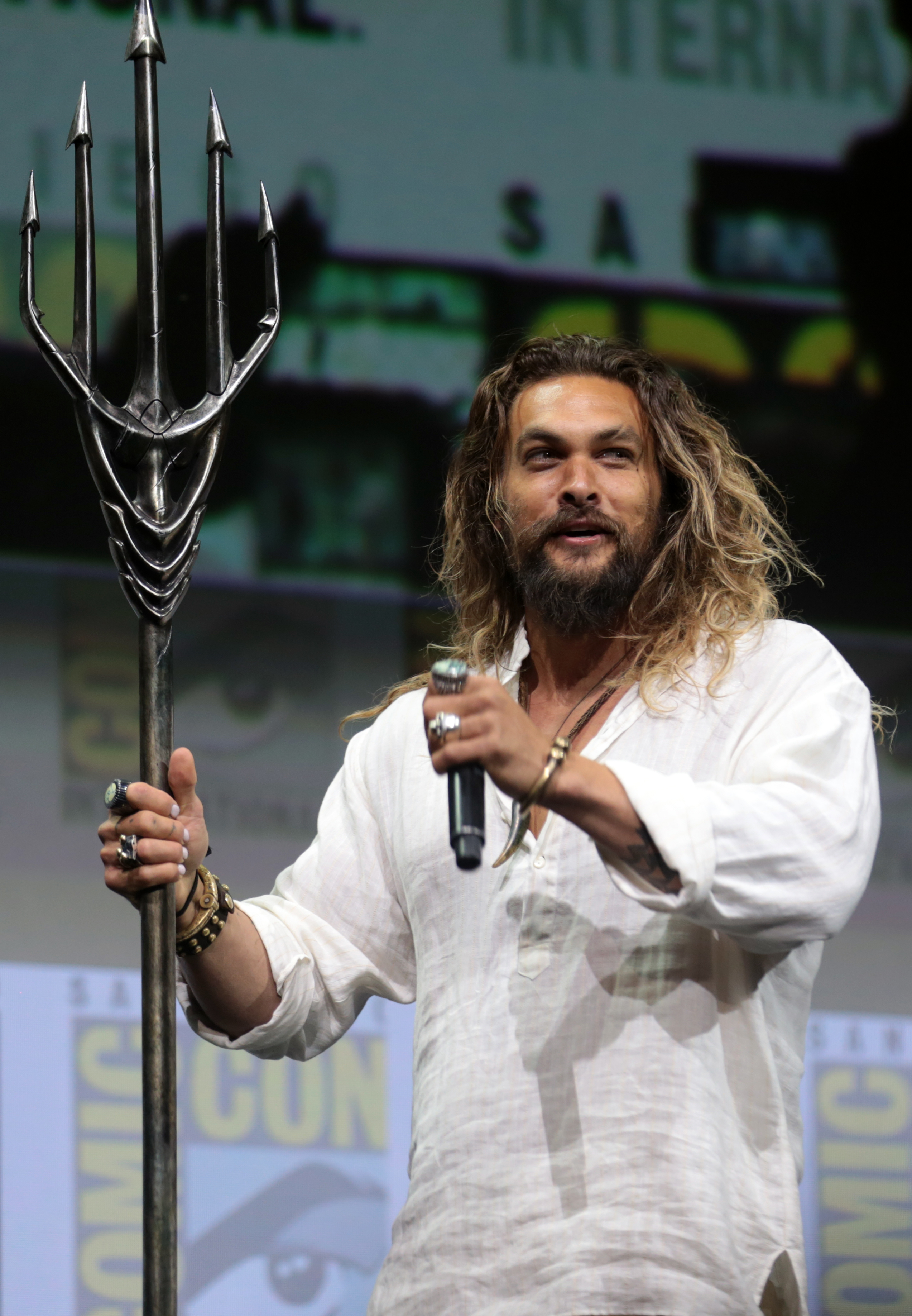

아쿠아맨(영어: Aquaman)은 DC 코믹스의 작품에 등장하는 슈퍼히어로이다. 폴 노리스(Paul Norris)와 모트 와이싱어(Mort Weisinger)에 의해 만들어졌으며, 1941년 11월 More Fun Comics #73에 처음 등장한 캐릭터이다(Morgan Taylor 보관됨 2020-05-24 - 웨이백 머신).

## 담당 배우

### TV 드라마
- 스몰빌(2001) - 앨런 리치슨
- 아쿠아맨(2006) - 저스틴 하틀리

### 영화
- 배트맨 대 슈퍼맨: 저스티스의 시작(2016) - 제이슨 모모아
  - 저스티스 리그(2017) - 제이슨 모모아
    - 잭 스나이더의 저스티스 리그(2021) - 제이슨 모모아

  - 아쿠아맨(2018) - 제이슨 모모아, 케코아 케쿠마노(아역), 오티스 단지(아역), 칸 굴두르(아역)
  - 플래시(2023) - 제이슨 모모아

## 담당 성우

### TV 애니메이션
- 슈퍼맨/아쿠아맨 모험의 시간(1967) - 테드 나이트
- 슈퍼 특공대(1973) - 노먼 알든, 빌 캘러웨이
- 슈퍼맨(1996) - 미겔 페러
  - 저스티스 리그(2001) - 스콧 러멀
- 배트맨 더 브레이브(2008) - 존 디마지오
- 영 저스티스(2010) - 필 러마
- 틴 타이탄 GO!(2013) - 패트릭 워버턴
- DC 슈퍼히어로 걸스(2019) - 윌 프리들
- 아쿠아맨: 아틀란티스의 왕(2021) - 쿠퍼 앤드루스
- 할리 퀸(2019) - 크리스 디어먼토펄러스

### 장편 애니메이션
- 저스티스 리그: 더 뉴 프런티어(2008) - 앨런 리치슨
- 저스티스 리그: 두 지구의 위기(2010) - 조시 키턴
- 저스티스 리그: 플래시포인트 패러독스(2013) - 케리 엘위스
- JLA 어드벤처: 시간에 갇히다(2014) - 리엄 오브라이언
- 저스티스 리그: 아틀란티스의 왕좌(2015) - 맷 랜터
  - 슈퍼맨의 죽음(2018) - 맷 랜터
- 스쿠비 두! & 배트맨: 더 브레이브(2018) - 존 디마지오
- 레고 DC 코믹스 수퍼 히어로: 아쿠아맨: 아틀란티스의 분노(2018) - 디 브래들리 베이커
- 레고 무비 2(2019) - 제이슨 모모아
- 저스티스 소사이어티: 제2차 세계 대전(2021) - 리엄 매킨타이어

### 비디오 게임
- 배트맨 더 브레이브(2010) - 존 디마지오
- DC 유니버스 온라인(2011) - 젠스 앤더슨
- 레고 배트맨 2: DC 슈퍼 히어로즈(2012) - 브라이언 블룸
  - 레고 배트맨 3: 비욘드 고담(2014) - 스콧 포터
  - 레고 디멘션즈(2015) - 브라이언 블룸
  - 레고 DC 슈퍼 빌런즈(2018) - 스콧 포터, 렉스 랭(영화 버전)
- 인저스티스: 갓즈 어몽 어스(2013) - 필 러마
  - 인저스티스 2(2017) - 필 러마
- 인피닛 크라이시스(2015) - 조시 키턴